# Europamästerskap i bandy
Europamästerskapet i bandy är namnet på de turneringar som hållits för att kora Europamästare i bandy.

## Bandy

### 1913
Det första europamästerskapet på stor is genomfördes 1913 på Eisstadion i Davos.
England blev historiska Europamästare.
Deltagande nationer
- England
- Tyskland
- Nederländerna
- Belgien
- Frankrike
- Schweiz
- Österrike-Ungern
- Italien

### 2014-
Den 6 januari 2014 spelades ett inofficiellt EM i Davos i Schweiz för att fira 100-årsjubileet av Europamästerskapet i bandy 1913 och för att arrangören Federation of International Bandy ville sprida sporten mer i Europa. Matcherna spelades på Eisstadion Davos i Davos på fullstor plan.
Deltagare i Bandy-EM 2014.
- Nederländerna
- Tjeckien
- Tyskland
- Ungern

Deltagare i Bandy-EM 2016.
- Estland
- Lettland
- Nederländerna
- Tyskland

### Deltagande nationer
| Nation:          | Mästerskapsdebut: | Senaste mästerskapet: | Antal EM: |
| ---------------- | ----------------- | --------------------- | --------- |
| Belgien          | 1913              | 1913                  | 1         |
| England          | 1913              | 1913                  | 1         |
| Estland          | 2016              | 2016                  | 1         |
| Frankrike        | 1913              | 1913                  | 1         |
| Lettland         | 2016              | 2016                  | 1         |
| Italien          | 1913              | 1913                  | 1         |
| Nederländerna    | 1913              | 2016                  | 3         |
| Schweiz          | 1913              | 1913                  | 1         |
| Tyskland         | 1913              | 2016                  | 3         |
| Österrike-Ungern | 1913              | 1913                  | 1         |
| Tjeckien         | 2014              | 2014                  | 1         |
| Ungern           | 2014              | 2014                  | 1         |

Nationer som ännu inte gjort mästerskapsdebut är:
- Danmark
- Finland
- Irland
- Norge
- Litauen
- Polen
- Ryssland
- Serbien
- Sverige
- Ukraina
- Vitryssland

### Europamästerskapet för P-19
Pojkar i 19-årsåldern och yngre har spelat flera EM-turneringar.
Regerande mästare är Sverige som 2015 besegrade Ryssland med 4-3 i finalen i Vetlanda.

## Rinkbandy
År 1981 genomfördes ett inofficiellt Europamästerskap i rinkbandy i Furusethallen i Oslo med damlandslagen i Norge, Sverige, Finland och Nederländerna som deltagare. 
Officiella Europamästerskap i rinkbandy för damer spelades 1987 i Lørenhallen i Oslo, 1989 i Örebro och 1991 i Tomsk. 
Från slutet av 1980-talet och fram till början av 2000-talet spelades även EM i rinkbandy inom korpidrotten.